# Tōyako
Tōyako (japanska: 洞爺湖町?, Tōyako-chō) är en landskommun (köping) i Hokkaido prefektur i Japan.
Kommunen har fått sitt namn efter vulkansjön Tōyako vars västra halva ligger i kommunen.